# Slivlja
Slivlja su naseljeno mjesto u općini Gacko, Republika Srpska, BiH.

## Stanovništvo

### 1991.
Nacionalni sastav stanovništva 1991. godine, bio je sljedeći:
ukupno: 86
- Srbi - 86 (100%)

### 2013.
Nacionalni sastav stanovništva 2013. godine, bio je sljedeći:
ukupno: 32
- Srbi - 32 (100%)

## Poznate osobe
- Aleksa Jašić (Slivlja kod Nevesinja, 1835. - Goransko kod Plužina, 4. svibnja 1882.), srpski nacionalni radnik i ustanik
- Pero Tunguz, hajdučki harambaša, jedan od vođa Nevesinjske puške